# Maria met kind in een kerk
Maria met kind in een kerk vroeger De Madonna in de kerk geheten, is een schilderij in olieverf op paneel (eikenhout) van de hand van Jan van Eyck dat zich in de Gemäldegalerie in Berlijn bevindt met cat. nr. 525c. In de catalogus van de Gemäldegalerie in Berlijn wordt het werk gedateerd omstreeks 1440.

## Beschrijving
Het schilderij toont Maria met het kind op haar arm, staande in een gotische kathedraal. Maria is totaal buiten proportie afgebeeld ten opzichte van het kerkinterieur. Ze draagt een donkerblauwe mantel over een rood bovenkleed en ze heeft een prachtige kroon op het lange blonde haar. Op de zoom van haar kleed zien we in het goud geborduurde letters “OR SOLE” en “LUCI”. De volledige tekst zou mogelijk komen uit het Bijbelboek Wijsheid (7,29): Est enim haec speciosiOR SOLE, et super omnem dispositionem stellarum: LUCI comparata invenitur prior.
Ze draagt het kind Jezus, wiens onderlichaam in een witte doek is gewikkeld, op de arm. Links van Maria hangt er een gebedsplank aan de pilaar en in de nis links ervan zien we een heiligenbeeld. Achter Maria zien we in een nis in het doksaal tussen twee brandende kaarsen, een beeldje van een gekroonde Maria met kind. Ook op het fronton van het doksaal zien we afbeeldingen over het leven van Maria, links de annunciatie en rechts de kroning van Maria. Boven het doksaal staat een gekruisigde Christus met links een beeld van Maria en rechts dat van Johannes. Door de doorgang van het doksaal zien we in het priesterkoor twee engelen die zingen uit een koorboek. In de bouw van de kathedraal kunnen we verschillende stijlen zien: de omgang boven het schip en die boven het koor zijn duidelijk verschillend. De spitsbogen in het koor zijn ook beduidend hoger dan die van het schip.
Door de twee gekleurde glasramen links boven Maria valt een bundel licht waarvan we de lichtvlek zien die ze maken op de kerkvloer. Als deze kerk, zoals bijna alle christelijke kerken, met het hoofdaltaar gericht was naar het oosten, is de lichtinval die we zien afkomstig van het noorden. Het is duidelijk dat Jan van Eyck hier geen gewoon werelds licht wou tonen, maar het goddelijke licht dat in de middeleeuwen werd gezien als de bron van de onbevlekte ontvangenis en als een symbool voor de geboorte van Christus, het “goddelijk licht” dat op de wereld kwam.
Het schilderij is een opstaande rechthoek die bovenaan is afgerond. Het maakte oorspronkelijk deel uit van een diptiek, zelfs een van de oudste in de Vlaamse kunstgeschiedenis, maar van het tweede luik is niets geweten.

## Signatuur en datering
Het werk was op de originele lijst getekend met het voor Van Eyck klassieke ‘A´C.IXH.XAN’ ('Als ich can' of 'Als Eyck can'), maar die originele lijst is verloren gegaan bij de diefstal van het werk uit het Berlijnse museum in 1877 tussen 14 en 26 maart. Het werk wordt door experts gedateerd tussen 1420 en 1437.
Op de originele lijst stonden een Latijnse tekst die bekend is dankzij een gedetailleerde inventaris uit 1851. De tekst op de lijst onderaan luidde:  FLOS FLORIOLORUM APPELLARIS. Op de zijkanten en de top luidde de tekst: MATER HEC EST FILIA PATER EST NATUS QUIS AUDIVIT TALIA DEUS HOMO NATUS ETCET. Van Eyck gebruikte hier het begin van de derde strofe van een kersthymne ‘Dies est laetitiae’ van een onbekende auteur.
De toeschrijving en de datering is sedert de ontdekking omstreeks de helft van de 19e eeuw sterk geëvolueerd. Léon de Laborde beschreef het werk voor het eerst in 1851 nadat hij het gezien had in een dorpskerk in de omgeving van Nantes. In 1855 was een werk, ‘Maagd in de kerk’ genoemd en toegeschreven aan Hubert en Jan van Eyck, in het bezit van een Théodore Nau, die het zou gekocht hebben van de Franse diplomaat Francois Cacault. Een paneel met een zeer gelijkaardige omschrijving werd in  gekocht in de jaren 1860 door Barthold Suermondt een verzamelaar uit Aken. Het werd in 1869 gecatalogeerd met een gedetailleerde beschrijving van de inscripties op de lijst. In mei 1874 werd een belangrijk deel van de Suermondt collectie aangekocht door de Berlijnse musea. In 1875 schreef de catalogus van het Berlijnse museum het werk toe aan een imitator van Jan van Eyck, in 1883 werd het werk gecatalogeerd als verloren en vervangen door een kopie, maar kort daarna werd de authenticiteit onderzocht en in de catalogus van 1904 werd het toegeschreven aan Jan van Eyck en recente publicaties zien het als een laat werk.

## Inhoud
Het schilderij toont ons verschillende beelden van de Maagd Maria, in de eerste plaats de moeder van Christus. Maria draagt Jezus op haar arm en hij houdt haar vast bij de met parels versierde kraag van haar rode kleed. De afbeelding gaat terug op de 13e-eeuwse Byzantijnse afbeelding van de moeder Gods zoals we die kennen van het Eleousa-icoon. Ook in de nis van het doksaal zien we Maria afgebeeld als moeder Gods verlicht met twee kaarsen en in het linker fronton van het doksaal is de annunciatie afgebeeld, wat door velen gezien werd als een symbolische afbeelding van de onbevlekte ontvangenis. De onrealistische proportie van Maria en de kerk, die we trouwens in een aantal andere werken van Jan van Eyck terugvinden, gaat trouwens ook terug op de Italo-Byzantijnse stijl. Een mooi voorbeeld daarvan is de Ognissanti Madonna (c. 1310) van Giotto, waar de getroonde Madonna ook veel groter is afgebeeld dan de haar omringende heiligen.
Het tweede beeld dat Van Eyck wil tonen is de afbeelding van de koningin van de hemel. Haar met juwelen bezette gouden kroon en haar rijkelijke gewaden illustreren haar koninklijke status. Ook de engelen die in het koor de lof van de koningin van de hemel zingen beklemtonen dit aspect en op het middelste fronton van het doksaal is de kroning van Maria afgebeeld.
Daarnaast fungeert Maria hier ook als de afbeelding van de ‘triomferende kerk’: de gemeenschap van de gelovigen die God aanschouwen in de hemel.

## Artistiek verband

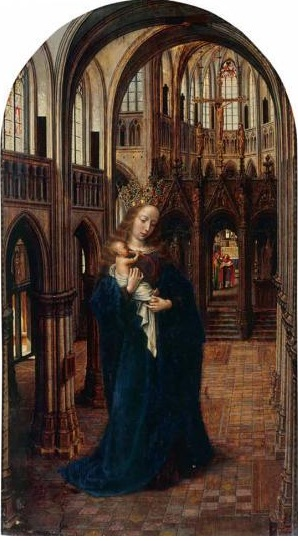
Jan Gossaert, De Maagd in de kerk

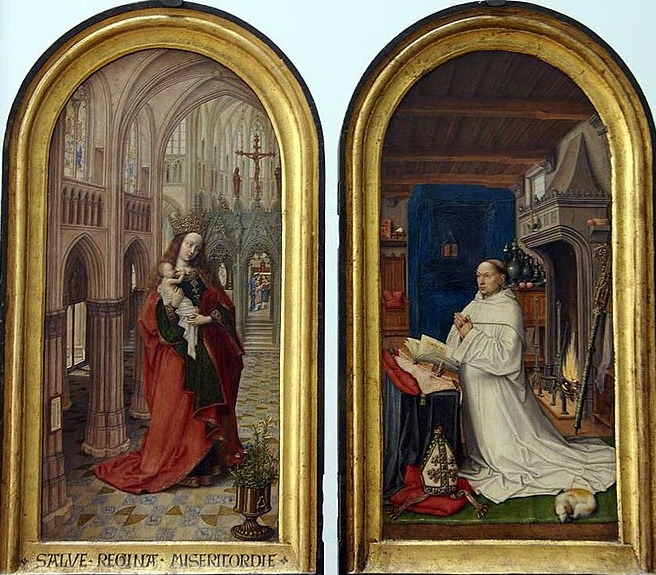
De Meester van 1499, diptiek met de Maagd in de kerk en Christiaan de Hondt, abt van de Duinenabdij.

Het werk werd als voorbeeld gebruikt door Jan Gossaert voor een gelijknamig werk ni in de Galleria Doria Pamphilj, te Rome en door de Meester van 1499 voor een tweeluik met op de binnenzijde links de Madonna en rechts Christiaan de Hondt de dertigste abt (1495-1509) van de cisterciënserabdij Ter Duinen. Op de buitenzijde schilderde een anonieme meester op het linker luik Robrecht de Clercq de tweeëndertigste abt (1519-1557) en op het rechterluik Christus als Salvator Mundi.

## Weblinks
- Dies est lætitiæ, volledige Latijnse tekst
- Men kan een aantal werken van Jan van Eyck raadplegen en sterk vergroten op de website Further works by Jan van Eyck van het KIK.